# Hannäs landskommun
Hannäs landskommun var en tidigare kommun i Kalmar län.

## Administrativ historik
När 1862 års kommunalförordningar trädde i kraft inrättades i Sverige cirka 2 500 kommuner. Huvuddelen av dessa var landskommuner (baserade på den äldre sockenindelningen), vartill kom 89 städer och åtta köpingar. I Hannäs socken i Norra Tjusts härad i Småland inrättades då Hannäs landskommun.
Vid kommunreformen 1952 uppgick Hannäs landskommun i storkommunen Uknadalen.
1971 upplöstes Uknadalens landskommun och området som tidigare utgjort Hannäs landskommun överfördes till Åtvidabergs kommun.

## Politik

### Mandatfördelning i Hannäs landskommun 1938-1946
| 7 | 12 |

| 19 |

| 7 | 9 | 3 |

| 19 |

| 9 | 8 | 2 |

| 19 |